# Palestinska myndigheten
Palestinska myndigheten (engelska: Palestinian National Authority, PA eller PNA; arabiska: السلطة الوطنية الفلسطينية, As-Sulṭa Al-Waṭaniyyah Al-Filasṭīniyyah) är den administrativa organisation som etablerats för att styra över delar av det palestinska området i Västbanken och Gazaremsan. Myndigheten skapades 1994 som en del av Osloprocessen mellan PLO och Israel, som en femårig interimregering under vilken slutgiltiga förhandlingar skulle äga rum, något som aldrig skedde. Enligt Osloprocessen skulle Palestinska myndigheten ha kontroll över både säkerhetsrelaterade och civila beslut i palestinska stadsområden (kallade "område A") och enbart civil kontroll över palestinska glesbefolkade områden ("område B"). Resten av territorierna, inklusive israeliska bosättningar, Jordandalen och bypass-vägar mellan palestinska samhällen skulle fortsätta vara under exklusiv israelisk kontroll ("område C"). Östra Jerusalem inkluderades inte i processen.

## Historia

### Ockupationen
Efter sexdagarskriget 1967, ockuperade Israel de palestinska områden som ligger utanför 1967 år gränslinje (Västbanken, Gazaremsan[källa behövs] och Östra Jerusalem).

## Utbildning
Ministry of Education övertog efter Osloavtalet det övergripande ansvaret för skolväsendet i de palestinska områdena på Västbanken och i Gazaremsan. Men fortfarande drivs många skolor i privat regi eller av icke-statliga organisationer. FN:s hjälporganisation för Palestinaflyktingar (UNRWA) ansvarar för utbildningen i de palestinska flyktinglägren på ockuperat område och i resten av Mellanöstern där det finns palestinska flyktingar. 
Det finns 2 267 grundskolor med 1 078 488 elever och 48 674 lärare. Skolorna drivs till 24% av UNRWA, till 70% av staten och till 6% privat.

### Universitet
- Al-Aqsa University
- Al-Azhar University
- An-Najah National University [www.najah.edu] Al-Quds Open University [www.qou.edu]
- Al-Quds University
- Bethlehem University
- Birzeit University
- Hebron University
- Islamic University in Gaza [www.iugaa.edu.ps] Palestine Polytechnic *University (PPU) www.ppu.edu
- The Arab American University Jenin

138 139 studenter går på universiteten.

## Geografi
Area: Gazaremsan 360 km², Västbanken 5 860 km². Total yta är 6 220 km², varav 3,54% är vatten.
Landskapet i Gazaremsan är flackt och sandigt, kusten är täckt av sanddyner. Omgivningarna vid Västbanken är huvudsakligen bergiga. Berget Jabel Jermac är den högsta punkten i området. Huvudfloderna är Jordan, Yarmuk, Naher, El-Muqatta och Naher el'Auja.

### Klimat
Gazaremsan och Västbanken har medelhavsklimat med heta, torra somrar och en kort regnig och kall vinter. Medeltemperatur och nederbörd varierar mellan de fyra klimatzonerna kustslätten, bergsregionen, Jordandalen och Naqaböknen.

### Flora och fauna
Det finns öknar med vildtulpaner, iris och dadelpalmer. Huvudsaklig jordbruksproduktion är oliver, citrusfrukter och grönsaker.

## Politik

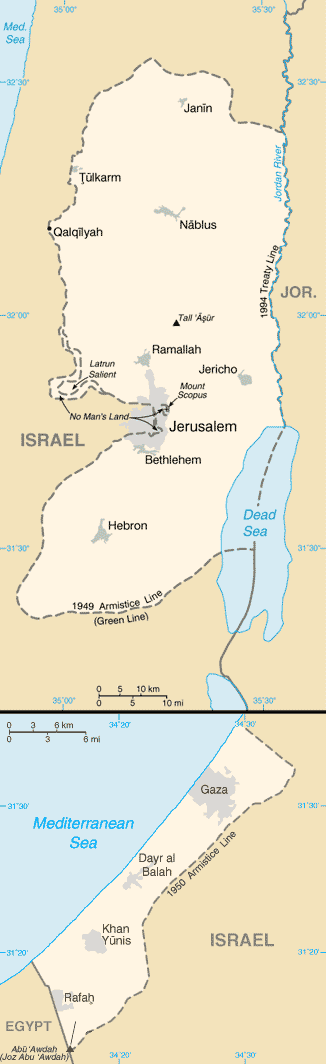
Områden som Palestinska myndigheten har auktoritet över.

För närvarande finns det ett palestinskt självstyre, som är reglerat i Osloavtalet från 1993. Detta avtal ska på sikt lägga grunden till en stat, vilket ännu inte har genomförts. Trots det har flera nationer erkänt en palestinsk stat, bland dem flera länder i Sydamerika och sedan 2014 även Sverige.
Det finns en provisorisk författning (skriven 2003) och ett republikanskt styrelseskick med en president, ett folkvalt parlament (lagstiftande rådet) och en regering (”myndigheten”). Regeringen saknar dock de befogenheter som normalt tillkommer en regering i en självständig stat. Förhandlingarna med Israel sköts till exempel inte av regeringen utan av Palestinska befrielseorganisationen PLO. Självstyrets presidenter (Yassir Arafat och efter honom Mahmoud Abbas) har hittills också varit ordföranden i PLO.
Senaste valet 2006 vann Hamas, men presidenten är fortfarande från al-Fatah, då parlamentet och presidenten väljs separat. Det har inte varit några val efter 2006, varken till parlamentet eller presidentval.

### Nuläget
Efter den politiska kris, som uppstod därför att omvärlden inte kunnat acceptera den nya regeringen, eftersom Hamas anses vara en terroristorganisation, nåddes i början av september 2006 ett försök till lösning där Hamas och al-Fatah kom att samregera. Israel släppte då de parlamentariker och regeringsmedlemmar som man hade fängslat. President Mahmoud Abbas avbröt försöken att bilda en samlingsregering, då Hamas inte vill acceptera det fredsavtal som skrevs på i och med Färdplan för fred. Läget är spänt och skottlossning i slutet september 2006 mellan Hamas och al-Fatahtrogna där åtta människor dog ökade spänningen. Nya dialoger inleddes, vilket har lett till den så kallade Mecka-deklarationen mellan Hamas och al-Fatah som skrev på i februari 2007. Hamas förbinder sig att respektera internationell lag och avtal som är underskrivna av PLO. Partierna är överens om att en palestinsk stat ska vara Östra Jerusalem, Gazaremsan och Västbanken. Regeringen fördelar 7 ministerposter till Hamas, 6 till al-Fatah och 4 till andra partier och fem till partipolitiskt obunda; de kommer att få tunga poster som utrikes-, inrikes- och finansministerposten. Men ännu är oklart om omvärlden kommer att erkänna regeringen. Hittills har inte så skett och bojkotten mot Palestina fortgår från västvärldens sida ännu, med Norge som enda undantag. Sedan december 2006 har över 100 människor dött i interna strider mellan Hamas och Fatah.
2007, 14 juni: Abbas upplöste regeringen efter regelrätta strider mellan Hamas och al-Fatah. Hamas har tagit makten över Gazaremsan medan Västbanken kontrolleras av al-Fatah. Vissa tror att det kan bli inbördeskrig, andra anser att det redan brutit ut.
USA, EU och Israel vill se en interimsregering utan Hamas. Man vill stödja al-Fatah genom se till att biståndet åter kommer till Palestina. Arabsamfundet stödjer tanken med undantag av Libyen.
2007, 15 juni: Abbas gav Salam Fayyad, en respekterad ekonom, förtroende att bilda interimsregering. Salam Fayyad tillhör verken Hamas eller al-Fatah utan partiet Tredje vägen.
2007 juli släppte Israel 250 medlemmar från al-Fatah för att visa sitt stöd. Man gav också amnesti till Fatahmän som lovade att inte anfalla Israel.
2007 augusti: Israel började förhandla med president Abbas om en palestinsk stat på Västbanken. Det hela stöddes av EU och USA.
Palestinska självstyret har inte längre kontroll över Gazaremsan.
2011 blev Palestina medlem i Unesco.
2012 FN röstade i november ja till att ge palestinierna status som observatörsnation.
2014 erkände Sverige (Regeringen Löfven I) Palestina som stat

### Brott mot mänskliga rättigheter
Enligt Amnesty Internationals årsrapport rörande 2011 grep på Västbanken den Fatah-kontrollerade palestinska myndigheten godtyckligt och fängslades anhängare till Hamas. I Gazaremsan, som i realiteten administreras av Hamas, greps godtyckligt och fängslades anhängare till Fatah. I båda områdena har säkerhetstyrkorna torterat fångar. I Gazaremsan dömdes under 2011 minst åtta personer till döden och tre personer avrättades. På Västbanken utfördes fanns inga avrättningar, men en man dömdes till döden. 

### Presidenter och premiärministrar
| Ämbete          | Namn              | Tillsattes      |
| President       | Mahmoud Abbas     | 15 januari 2005 |
| Premiärminister | Mohammad Shtayyeh | 14 juni 2019    |

Tidigare premiärministrar:

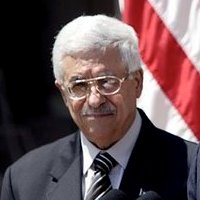
Presidenten Mahmoud Abbas

- Mahmoud Abbas: 19 mars 2003 - 7 oktober 2003
- Ahmad Qurei: 7 oktober 2003 - 15 december 2005
- Nabil Shaath: 15 december 2005 - 24 december 2005
- Ahmad Qurei: 24 december 2005 - 19 februari 2006
- Ismail Haniya: 19 februari 2006 - 15 juni 2007

Tidigare presidenter: 
- Yassir Arafat: 5 juli 1994 - 11 november 2004
- Rauhi Fattouh: 11 november 2004 - 15 januari 2005

### Partier
Partier med mindre än 1 % av rösterna och ingen plats i parlamentet är ej med på listan.
| Parti                                                                       | Ideologi                                   | % i senaste valet |
| Hamas                                                                       | religiös nationalism                       | 44,45 %           |
| al-Fatah                                                                    | socialdemokrati, nationalism               | 41,43 %           |
| Folkfronten för Palestinas befrielse, under namnet "Martyr Abu Ali Mustafa" | marxism-leninism                           | 4,25 %            |
| al-Badeel "Alternativet"; flera partier                                     | demokratisk socialism och marxism-leninism | 2,92%             |
| Palestinska nationella initiativet al-mubādara al-wataniya al-filastīniyya  | nationalism och socialdemokrati            | 2,72%             |
| Tredje vägen                                                                | center                                     | 2,41%             |

## Ekonomi
Jordbruk är den viktigaste inhemska näringen, med Israel som viktigaste marknad för jordbruksprodukter. Ekonomin har skadats mycket svårt av konflikten med Israel, som under senare år gjort det nästan omöjligt för palestinier att arbeta i Israel. Dessutom försvårar och fördyrar Israels många spärrar alla transporter, såväl mellan städerna på Västbanken som mellan Palestinska områden och yttervärlden. Detta drabbar inhemsk handel liksom import och export. Självstyrets enskilt viktigaste inkomstkälla uppges vara de tullar och varuskatter som Israel, i enlighet med Parisprotokollet 1994, samlat in varje månad åt den palestinska myndigheten. Efter Hamas valseger i januari 2006 förvarnade dock Israel om att utbetalningarna skulle komma att frysas; de motsvarade vid denna tid runt 55 miljoner dollar per månad. Ett stort antal (ca 50 000) palestinier reser dagligen till Israel för att arbeta.
En uppskattning av är att den har en BNP/ capita om US$:2,900 

### Korruption
Före Hamas valseger stod EU för mer än halva biståndet till självstyret, medan arabländerna stod för en femtedel. USA var största bidragsgivaren till det palestinska flyktingorganet UNRWA. Självstyrets ekonomi har utmärkts av en massiv korruption. Det välstånd som trots allt finns är mycket ojämnt fördelat. Självstyrets finanser var i början av 2006 i djup kris, med ett budgetunderskott på 800 miljoner dollar. Från mitten av 90 talet fram till 2015 donerade världssamfundet över 31 miljarder US dollar. det är 15 gånger mer än vad Europa fick för att byggas upp efter andra världskriget, inflationen inräknad.[källa behövs]
Korruptionen har många anledningar och skepnader. Det är inte onormalt att exempelvis taxichaufförer tvingas betala polisen för att få fortsätta köra. Detta påverkar även biståndsgivarnas vilja att ge och förmåga att verka. Detta drabbar befolkningen, vilket myndigheten kritiserat. 

## Demografi

### Folkgrupp
Vilka som skulle ha rätt att erhålla medborgarskap i en framtida palestinsk stat fastställdes av FN vara de palestinier som levde i landet under det brittiska mandatet 1922-1948 och deras efterkommande. Det innebär ungefär 9 miljoner palestinier, varav hälften bor utanför Israel, Gazaremsan eller Västbanken. Med förutsättningen att de är registrerade som flyktingar av FN:s hjälporganisation för Palestinaflyktingar skulle antalet minska till ca 5 miljoner. Av dessa 5 miljoner bor 1,5 miljoner i flyktingläger. Många palestinier har börjat nya liv i närliggande länder som Syrien, Libanon och Jordanien och här bor över 2 miljoner palestinier.

### Telefoni
Landskoden +970 är än så länge inte registrerad, utan bara reserverad, till Palestinska Myndigheten. Delar av det geografiska området täcks av +972 (Israel).

### Städer
- Huvudstad: Ramallah (Palestinierna betraktar östra Jerusalem som sin huvudstad, vilket Israel bestämt motsätter sig. I verkligheten fungerar Ramallah som palestinsk huvudstad.).
- Största stad: Gaza

#### På Västbanken
- Beit Jala (بيت جالا/בית ג'אלה)
- Betlehem (بيت لحم/בית לחם)
- Hebron (الخليل/חברון)
- Jenin (جنين/ג'נין)
- Jeriko (أريحا/יריחו)
- Nablus (نابلس/שׁכם)
- Qalqilya (قلقيلية/קלקיליה)
- Ramallah (رام الله/רמאללה)
- Salfit (سلفيت/סלפית)
- Tulkarm (طولكرم/טולכרם)

#### På Gazaremsan
- Beit Hanoun (بيت حانون)
- Beit Lahia (بيت لاهية)
- Deir el-Balah (دير البلح)
- Gaza (غزة/עזה)
- Jabalia (جباليا)
- Khan Yunis (خان يونس)
- Rafah (رفح/רפיח)

## Kultur
Kulturen spelar en viktig roll för den palestinska identiteten och olika utvecklingsprojekt äger rum inom film, teater och musik. Arkeologiska utgrävningar pågår i bland annat Gaza och gamla kulturbyggnader renoveras. 

### Idrott
Före 1948 fanns det 65 idrottsklubbar i det brittiska mandatet Palestina. I samband med nakban och kriget 1948-1949 förstördes idrottens infrastruktur. Undan för undan har den senare återuppbyggts och utvecklats men den israeliska ockupationen 1967 har inneburit stor svårigheter. Hindren för förflyttning mellan Palestinas olika delar gör till exempel att fotbollen har två olika ligor, en för Västbanken och en för Gazaremsan. 

### Sport
- Palestinas herrlandslag i fotboll
- Palestinas damlandslag i fotboll

Palestina har varit med i den olympiska familjen sedan 1996.